# Andrzejewo (gmina)
Andrzejewo (daw. gmina Warchoły) – gmina wiejska w województwie mazowieckim, w powiecie ostrowskim. Siedzibą władz gminy jest Andrzejewo. Według danych z 30 czerwca 2004 gminę zamieszkiwały 4523 osoby.
W latach 1975–1998 gmina była położona w województwie łomżyńskim.

## Struktura powierzchni
Według danych z roku 2002 gmina Andrzejewo ma obszar 118,64 km², w tym:
- użytki rolne: 92%
- użytki leśne: 3%

Gmina stanowi 9,69% powierzchni powiatu.

## Demografia

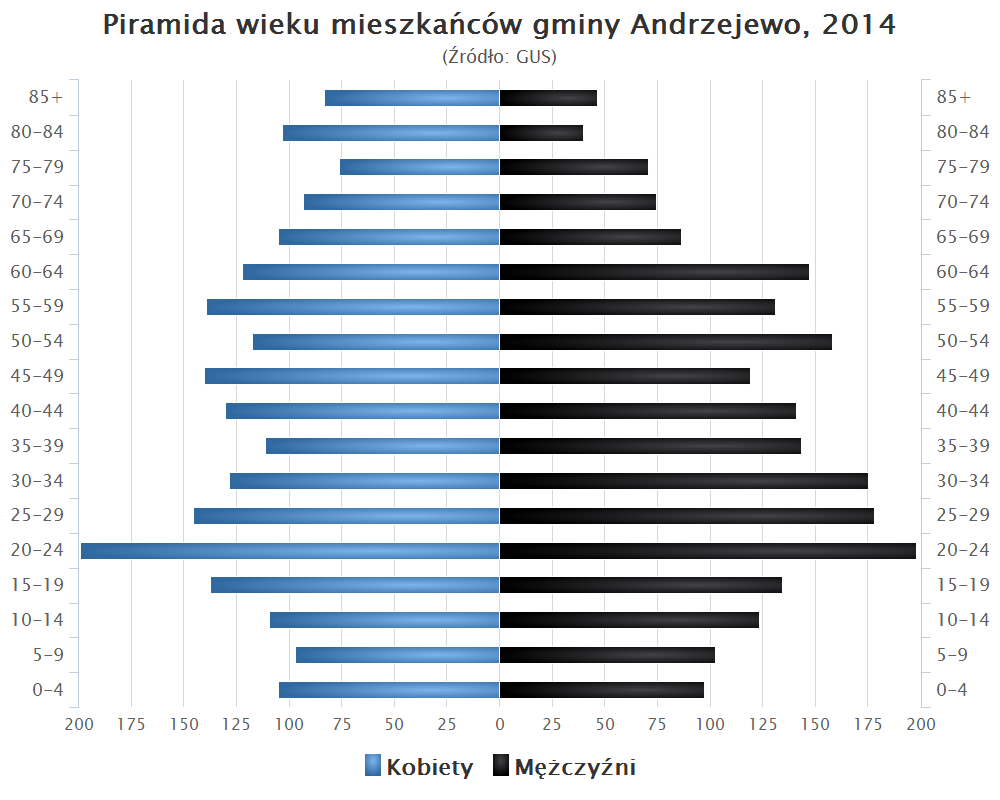
Piramida wieku mieszkańców gminy Andrzejewo w 2014 roku

Dane z 30 czerwca 2004:
| Opis                              | Ogółem | Ogółem | Kobiety | Kobiety | Mężczyźni | Mężczyźni |
| --------------------------------- | ------ | ------ | ------- | ------- | --------- | --------- |
| jednostka                         | osób   | %      | osób    | %       | osób      | %         |
| populacja                         | 4523   | 100    | 2225    | 49,2    | 2298      | 50,8      |
| gęstość zaludnienia (mieszk./km²) | 38,1   | 38,1   | 18,8    | 18,8    | 19,4      | 19,4      |

## Sołectwa
Andrzejewo, Dąbrowa, Godlewo-Gorzejewo, Gołębie-Leśniewo, Janowo, Jasienica-Parcele, Kowalówka, Króle Duże, Króle Małe, Kuleszki-Nienałty, Łętownica-Parcele, Mianowo, Nowa Ruskołęka, Olszewo-Cechny, Ołdaki-Polonia, Pęchratka Mała, Pieńki-Sobótki, Pieńki Wielkie, Pieńki-Żaki, Przeździecko-Dworaki, Przeździecko-Grzymki, Przeździecko-Jachy, Przeździecko-Lenarty, Ruskołęka-Parcele, Stara Ruskołęka, Załuski-Lipniewo, Zaręby-Bolędy, Zaręby-Choromany, Zaręby-Warchoły, Żelazy-Brokowo.

## Pozostałe miejscowości
Grodzick-Ołdaki, Jabłonowo-Klacze.

## Sąsiednie gminy
Czyżew, Ostrów Mazowiecka, Szulborze Wielkie, Szumowo, Zambrów, Zaręby Kościelne